# Ametroproctus beringianus
Ametroproctus beringianus är en kvalsterart som beskrevs av Valerie M. Behan-Pelletier 1987. Ametroproctus beringianus ingår i släktet Ametroproctus och familjen Ametroproctidae. Inga underarter finns listade i Catalogue of Life.